# Proletarski (Kushchóvskaya, Krasnodar)
Proletarski (del ruso: Пролетарский) es un jútor del raión de Kushchóvskaya del krai de Krasnodar, en Rusia. Está situado a orillas de un pequeño afluente por la derecha del río Sosyka, tributario del Yeya, 19 km al suroeste de Kushchóvskaya y 155 km al norte de Krasnodar, la capital del krai. Tenía 298 habitantes en 2010
Pertenece al municipio Pervomáiskoye.